# Paul Negulescu
Paul A. Negulescu (* 1962 in Kalifornien) ist ein US-amerikanischer Pharmakologe und Physiologe.

## Leben
Paul Negulescu studierte an der University of California, Berkeley, mit dem Bachelor-Abschluss und der Promotion (Ph.D.) in Physiologie. Als Post-Doktorand war er in Berkeley und an der University of California, Irvine. Damals befasste er sich mit Biophysik, Immunologie und Biologie der Epithel-Zellen.
Anschließend war er ab 1996 bei Aurora Bioscience in San Diego, gegründet von Roger Tsien, wo er Senior Vice President für Discovery Biology wurde. Dort begann er seine Forschung an zystischer Fibrose und der Entwicklung von Medikamenten zu ihrer Therapie. wobei er eine langjährige Zusammenarbeit mit der Cystic Fibrosis Foundation aufbaute.  Ab 2001 war er bei Vertex Pharmaceuticals, die damals Aurora Bioscience übernahmen, und führte dort die Forschung zur zystischen Fibrose weiter, was zur Entwicklung von vier neuartigen Arzneistoffen (Ivacaftor, Lumacaftor, Tezacaftor, Elexacaftor) führte, die in klinischen Tests erprobt wurden und als Medikamente gegen zystische Fibrose auf den Markt kamen. Bei Vertex wurde er Senior Vice President und Leiter der Forschung in San Diego. 
2018 erhielt er den Warren Alpert Foundation Prize. 2022 erhielt er gemeinsam mit Michael J. Welsh den Shaw Prize in Life Sciences, 2023 mit Welsh und zwei weiteren Preisträgern den Wiley Prize in Biomedical Sciences. Für 2024 wurde ihm gemeinsam mit anderen der Breakthrough Prize in Life Sciences zugesprochen, für 2025 ein Canada Gairdner International Award.